# 米斯蒂克湖 (佛羅里達州)
米斯蒂克湖（英語：Lake Mystic）是位於美國佛羅里達州利伯蒂县的一個人口普查指定地區。

## 地理
米斯蒂克湖的座標為30°23′26″N 84°59′09″W / 30.39056°N 84.98583°W，而該地最高點為海拔高度42米（即138英尺）。

## 人口
根據2010年美國人口普查的數據，米斯蒂克湖的面積為12.19平方千米，當中陸地面積為11.75平方千米，而水域面積為0.44平方千米。當地共有人口500人，而人口密度為每平方千米41人。